# Austrotinodes triangularis
Austrotinodes triangularis là một loài Trichoptera trong họ Ecnomidae. Chúng phân bố ở vùng Tân nhiệt đới.